# Gongliao
Gongliao (chiń. upr. 贡寮区; chiń. trad. 貢寮區; pinyin Gòngliáo qū; Wade-Giles Kung-liao ch’ü; pe̍h-ōe-jī Kòng-liâu-khu) – dzielnica (chiń. 區, qū) miasta wydzielonego Nowe Tajpej na Tajwanie. Znajduje się we wschodniej części miasta.
23 czerwca 2009 komitet przy Ministrze Spraw Wewnętrznych Republiki Chińskiej zarekomendował przekształcenie dotychczasowego powiatu Tajpej (chiń. trad. 臺北縣; pinyin Taibei xiàn) w miasto wydzielone; wszystkie gminy wiejskie (chiń. 鄉, xiāng), jak Gongliao, gminy miejskie i miasta wchodzące w skład powiatu zostały przekształcone w dzielnice (chiń. 區, qū). Ustawa weszła w życie 25 grudnia 2010 roku.
Populacja dzielnicy Gongliao w 2016 roku liczyła 12 706 mieszkańców – 6215 kobiet i 6491 mężczyzn. Liczba gospodarstw domowych wynosiła 4412, co oznacza, że w jednym gospodarstwie zamieszkiwało średnio 2,88 osób.

## Demografia (2010–2016)
| Rok  | Liczba ludności | Gęstość zaludnienia | Kobiety | Mężczyźni | Gospodarstwa domowe |
| ---- | --------------- | ------------------- | ------- | --------- | ------------------- |
| 2010 | 13 776          | 137                 | 6678    | 7098      | 4393                |
| 2011 | 13 538          | 135                 | 6551    | 6987      | 4438                |
| 2012 | 13 412          | 134                 | 6508    | 6904      | 4461                |
| 2013 | 13 306          | 133                 | 6486    | 6820      | 4456                |
| 2014 | 13 115          | 131                 | 6397    | 6718      | 4434                |
| 2015 | 12 860          | 128                 | 6300    | 6560      | 4402                |
| 2016 | 12 706          | 127                 | 6215    | 6491      | 4412                |